# Finalisieren
Das Finalisieren eines optischen Datenspeichers (der Begriff bezieht sich meistens auf eine DVD-R) ist der Prozess, in dem Zusatzdaten wie das DVD-Menü oder das Dateisystem auf einen optischen Datenspeicher geschrieben werden, um diesen auf anderen Systemen als dem Aufnahmesystem abspielbar zu machen.
Ein einmal finalisiertes, nicht wiederbeschreibbares Medium kann nicht mehr beschrieben werden. Es ist der letzte Schritt im DVD-Authoring.
Der Begriff wird alternativ für das Abschließen einer CD-R verwendet, in dem zum Beispiel das Table of Contents (Inhaltsverzeichnis) geschrieben wird, um die CD für den Computer lesbar zu machen. Wie bei der DVD-Finalisierung kann eine abgeschlossene CD nicht weiter beschrieben werden.
Manche Aufnahmeformate wie DVD+RW benötigen keine Finalisierung, um abgespielt werden zu können.